# The Kingston Trio
The Kingston Trio is een Amerikaanse popgroep, die grote populariteit genoot in de late jaren vijftig en de vroege jaren zestig van de 20e eeuw. De groep ontleent een groot deel van zijn repertoire aan de Amerikaanse folkmuziek. Het beroemdste liedje van de groep is Tom Dooley uit 1958, dat de eerste plaats haalde in de Billboard Hot 100 (en ook in veel landen buiten de VS) en meer dan zes miljoen keer over de toonbank ging. Andere hits waren The Tijuana Jail (1959), Where Have All the Flowers Gone? (1961), Greenback Dollar (1963) en Reverend Mr. Black (1963).
Nog beter dan de singles van het trio verkochten hun lp’s. Vijf daarvan haalden de eerste plaats in de Billboard Album 200.
De groep had een grote invloed op de ontwikkeling van de Amerikaanse folkmuziek, maar ook veel popmuzikanten voelden zich schatplichtig aan het Kingston Trio. Onder anderen Tim Buckley, Gene Clark, David Crosby, Denny Doherty, Gram Parsons, Tom Paxton en Stephen Stills hebben gezegd beïnvloed te zijn door het trio.

## Samenstelling
Het trio begon in 1957 met
- Dave Guard, gitaar en banjo
- Bob Shane, gitaar
- Nick Reynolds, tenorgitaar (een klein model gitaar met vier snaren), bongo’s, conga’s

In 1961 ontstonden spanningen in de groep met als resultaat dat Dave Guard opstapte. Hij werd vervangen door John Stewart. In deze samenstelling hield het trio het uit tot in 1967, toen de leden elk hun eigen weg gingen.
In 1969 zette Bob Shane een New Kingston Trio op met Pat Horine op gitaar en Jim Connor op banjo. In 1973 werd Pat Horine vervangen door Roger Gambill en Jim Connor door Bill Zorn. De groep hield het uit tot in 1976. In dat jaar werd Zorn vervangen door George Grove en kreeg Shane toestemming van Nick Reynolds en manager Frank Werber om weer de originele naam Kingston Trio te gebruiken. De volgende jaren wisselde de samenstelling van de groep nogal eens. Tussen 1988 en 1999 maakte Nick Reynolds weer deel uit van de groep. Toen Bob Shane in 2004 vertrok, was geen van de oprichters meer bij de groep betrokken. Momenteel bestaat het trio uit George Grove, Bill Zorn en Rick Dougherty.
Dave Guard is in 1991 overleden, Nick Reynolds en John Stewart allebei in 2008. Bob Shane overleed eind januari 2020 op 85-jarige leeftijd.

## Carrière

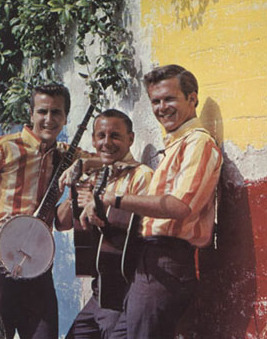
The Kingston Trio in 1963. Van links naar rechts: John Stewart, Nick Reynolds en Bob Shane

Dave Guard en Bob Shane leerden elkaar kennen toen ze samen op een highschool in Honolulu op Hawaï zaten. Toen zongen ze al op schoolfeestjes en begeleidden zichzelf daarbij op de gitaar. In 1952 ging Dave Guard studeren aan de Stanford-universiteit bij Palo Alto in Californië en Bob Shane aan het Menlo College circa 5 km verderop. Bob Shane leerde op het Menlo College Nick Reynolds kennen. Na enige tijd gingen ze met z’n drieën optreden; soms speelden andere vrienden mee. Ze noemden zich Dave Guard and the Calypsonians en het repertoire bestond uit folk en calypsomuziek.
In 1956 keerde Bob Shane terug naar Hawaï. Guard and Reynolds bleven als amateurs muziek maken. Met Joe Gannon op contrabas en Barbara Bogue als zangeres vormden ze ‘The Kingston Quartet’, dat af en toe werd uitgebreid met een of meer vrienden. Tijdens een optreden in Redwood City leerden ze de tekstschrijver Frank Werber kennen, die enkele weken later hun manager werd. Joe Gannon, in wie Werber geen vertrouwen had, en Barbara Bogue vertrokken en Guard en Reynolds vroegen Shane om terug te komen uit Hawaï. Shane deed het, en zo ontstond het Kingston Trio. Guard, Reynolds, Shane en Werber sloten een maatschap. De naam van de groep kwam van Kingston, de hoofdstad van Jamaica. Caribische muziek was een belangrijke inspiratiebron voor het trio, net als folkmuziek. De groep werd vaak een folkgroep genoemd (en kreeg veel kritiek van orthodoxe liefhebbers van dat genre, omdat zijn muziek te ‘commercieel’ zou zijn), maar in de woorden van Dave Guard: ‘We are not students of folk music; the basic thing for us is honest and worthwhile songs, that people can pick up and become involved in. Like ancient poetry, songs like that are successful because the audience participates in what the artist is doing.’ De groep had ook andere muziek op zijn repertoire, zoals "Seasons in the sun" (Rod McKuens Engelstalige bewerking van Le moribond van Jacques Brel) en "It Was a Very Good Year" (op het album Goin' Places uit 1961 staat de allereerste versie van dit nummer).
Bij optredens droeg de groep verticaal gestreepte overhemden met mouwen tot op de ellebogen. Dat was ook de kleding van hun toenmalige publiek, dat vooral uit studenten bestond. Deze outfit namen The Beach Boys in hun beginjaren over, door toedoen van Al Jardine, die een grote fan van The Kingston Trio was. Dankzij vele uren repeteren – ook de gesproken intermezzo’s tussen de liedjes waren voorbereid – kon het trio een perfecte show neerzetten. Al spoedig werden de drie ook buiten Californië gevraagd voor optredens. Werber sloot een contract met Capitol Records. In 1958 kwam de eerste langspeelplaat van het Kingston Trio uit. Producer Voyle Gilmore zag bij de opnamen af van het in die tijd bijna verplichte orkest voor de begeleiding, maar huurde alleen een bassist in. Ook bij de optredens haalde het trio regelmatig een bassist erbij.
De platen van het Kingston Trio boekten al snel veel succes, met als hoogtepunt de single Tom Dooley, die in november 1958 de eerste plaats in de Billboard Hot 100 bereikte. Het nummer is een bewerking van een volksliedje uit Wilkes County in North Carolina; Tom Dooley is een verbastering van de naam Tom Dula. Dula was een vroegere soldaat uit het leger van de Confederatie, die in 1868 werd opgehangen wegens moord op zijn verloofde Laura Foster. De zaak deed nogal wat stof opwaaien en er bleven altijd twijfels bestaan over de precieze toedracht van de moord. Het liedje ontstond al toen het proces tegen Dula nog aan de gang was.
"Tom Dooley" leverde het Kingston Trio in 1959 een Grammy Award voor de ‘Best Country & Western Recording’ op. Er bestond nog geen Grammy voor de ‘Best Ethnic or Traditional Folk Recording’, maar die werd in 1960 ingesteld en in dat jaar ook toegekend aan het trio, deze maal voor de lp At Large.
De jaren 1958-1961 waren de topjaren voor de groep. Hun eerste album, met daarop naast "Tom Dooley" ook hun versie van "Sloop John B", haalde de eerste plaats in de Verenigde Staten, ook hun volgende lp’s verkochten goed. Soms stonden er meerdere lp’s tegelijk in de top tien van de Billboard Album 200. De groep was vaak op de televisie te zien en had een volle agenda als het ging om optredens. In 1961 verliet Dave Guard echter de groep na onenigheid met de beide andere leden. Hij werd uitgekocht uit de maatschap en in de groep vervangen door John Stewart.
In de jaren 1961-1967 nam de populariteit van de groep langzaam af. Folkmuziek bleef in de belangstelling staan, maar er kwamen nieuwe artiesten op als Peter, Paul and Mary, Joan Baez en de vroege Bob Dylan, die met hun teksten beter aansloten op de ideeën van de opkomende protestgeneratie dan het apolitieke Kingston Trio. De verkoop van de platen liep terug; een overstap van Capitol naar Decca Records haalde weinig uit. In 1967 stopte de groep ermee. John Stewart werd een bekend liedjesschrijver, met als grootste succes Daydream Believer, een nummer 1-hit voor The Monkees.
In 1969 richtte Bob Shane met toestemming van de beide andere leden van de maatschap een New Kingston Trio op. In 1976 mocht hij weer de oude naam Kingston Trio gebruiken. In verschillende samenstellingen bleef deze groep bestaan tot op de huidige dag. Tussen 1988 en 1999 maakte lid van het eerste uur Nick Reynolds weer deel uit van de groep. In 2004 stapte Bob Shane op wegens gezondheidsproblemen. Daarmee verdween het laatste oorspronkelijke lid van de groep. Momenteel bestaat het trio uit George Grove, Bill Zorn en Rick Dougherty.
Op 7 november 1981 traden de ex-leden Dave Guard, Nick Reynolds en John Stewart samen met het Kingston Trio in de toenmalige samenstelling (Bob Shane, Roger Gambill en George Grove) en enkele gastartiesten op in het pretpark Six Flags Magic Mountain bij Los Angeles onder de naam ‘The Kingston Trio and Friends Reunion’. Plannen om met het trio in de oorspronkelijke samenstelling nog eens een tournee te doen kwamen nooit van de grond.
In 2000 werd de groep opgenomen in de Vocal Group Hall of Fame in Sharon (Pennsylvania). In 2011 ontving de groep een Grammy Lifetime Achievement Award.

## Discografie

### De meest succesvolle singles
- 1958: Tom Dooley (1 in de Billboard Hot 100)
- 1959: The Tijuana Jail (12 in de Billboard Hot 100)
- 1959: M.T.A. (15 in de Billboard Hot 100)
- 1959: A Worried Man (20 in de Billboard Hot 100)
- 1962: Where Have All the Flowers Gone? (21 in de Billboard Hot 100)
- 1963: Greenback Dollar (21 in de Billboard Hot 100)
- 1963: Reverend Mr. Black (8 in de Billboard Hot 100)

### De meest succesvolle albums
- 1958: The Kingston Trio (1 in de Billboard Album 200)
- 1959: …from the Hungry i (live) (2 in de Billboard Album 200)
- 1959: At Large (1 in de Billboard Album 200)
- 1959: Here We Go Again! (1 in de Billboard Album 200)
- 1960: Sold Out (1 in de Billboard Album 200)
- 1960: String Along (1 in de Billboard Album 200)
- 1961 	Make Way (2 in de Billboard Album 200)
- 1961: Goin' Places (3 in de Billboard Album 200)
- 1961: Close-Up (3 in de Billboard Album 200)
- 1962: College Concert (live) (3 in de Billboard Album 200)
- 1962: Something Special (7 in de Billboard Album 200)
- 1963: The Kingston Trio #16 (4 in de Billboard Album 200)
- 1963: Sunny Side! (7 in de Billboard Album 200)

### NPO Radio 2 Top 2000
| Nummer met noteringen in de NPO Radio 2 Top 2000 | '99  | '00 | '01  | '02  | '03  | '04  | '05  |
| ------------------------------------------------ | ---- | --- | ---- | ---- | ---- | ---- | ---- |
| Tom Dooley                                       | 1675 | -   | 1945 | 1721 | 1719 | 1909 | 1634 |

1. ↑  Een '-' betekent dat het nummer niet was genoteerd en een vetgedrukt getal geeft de hoogste notering aan.
2. ↑  Deze tabel is bijgewerkt tot en met de laatste editie (2024).